# یواس‌اس ال‌اس‌تی-۸۲۸
یواس‌اس ال‌اس‌تی-۸۲۸ (به انگلیسی: USS LST-828) یک کشتی بود که طول آن ۳۲۸ فوت (۱۰۰ متر) بود. این کشتی در سال ۱۹۴۴ ساخته شد.